# Stazione di Samezu
La stazione di Samezu (鮫洲駅?, Shinbanba-eki) è una stazione ferroviaria di Tokyo. Si trova nel quartiere di Shinagawa ed è servita dalla linea Keikyū principale delle Ferrovie Keikyū.

## Linee
Ferrovie Keikyū
● Linea Keikyū principale

## Struttura
La stazione è dotata di un marciapiede a isola con due binari passanti su viadotto, più due esterni per i treni in corsa che non fermano in questa stazione. Sono presenti ascensori e scale mobili, oltre a servizi igienici attrezzati per i disabili.
| 1 | ■ Linea Keikyū principale | per Keikyū Kamata, Yokohama, Aeroporto Haneda (Terminal internazionale, Terminal domestico), Misakiguchi e Uraga |
| 2 | ■ Linea Keikyū principale | per Shinagawa, Sengakuji e linea Asakusa                                                                         |

## Stazioni adiacenti
| «                                 | Servizio                | »                       |
| Linea Keikyū principale           | Linea Keikyū principale | Linea Keikyū principale |
| --------------------------------- | ----------------------- | ----------------------- |
| Aomono-Yokochō                    | Locale                  | Tachiaigawa             |
| Tutti gli altri treni non fermano |                         |                         |